# Unknown Brood
Unknown Brood is een Nederlandse documentaire uit 2016, geregisseerd door Dennis Alink. De film over het leven van rock-'n-rollmuzikant en schilder Herman Brood ging op 19 november in première op het IDFA in Koninklijk Theater Carré in Amsterdam en wordt vanaf december in de bioscopen uitgebracht door distributeur Amstel Film.

## Verhaal
Op woensdag 11 juli 2001 springt Herman Brood van het dak van het Hilton hotel. Brood heeft in zijn eigen video's, liedteksten en interviews een kruimelspoor achtergelaten dat antwoord geeft op de vragen die zijn dood heeft opgeroepen. De documentaire duikt in het verleden om met deze niet-eerder vertoonde beelden en de mensen die hem het dichtst bij stonden de belangrijke momenten te herbeleven.

## Optredend in de film
- Herman Brood (archiefbeeld)
- Nina Hagen (archiefbeeld)
- Anton Corbijn
- Henny Vrienten
- Jules Deelder
- Bart Chabot
- Dany Lademacher
- Xandra Brood
- Lola Pop Brood
- Holly Mae Brood
- Brenda van der Biezen
- Dorien van der Valk
- Koos van Dijk
- Henkjan Smits
- Hans la Faille
- Kees Meerman
- David Hollestelle
- Willem Venema
- Jan Schuurman